# 唐桑半島インターチェンジ
唐桑半島インターチェンジ（からくわはんとうインターチェンジ）は、宮城県気仙沼市只越にある三陸沿岸道路のインターチェンジ (IC) である。仙台方面のみ利用できるハーフIC。

## 歴史
2010年（平成22年）12月19日、唐桑道路の開通と同時に供用。開通当初は一般的なICではなく、国道45号唐桑トンネルを唐桑半島方面に抜けた先に国道が合流・分岐する形での接続であり、名前もつけられていなかった。
2011年（平成23年）7月、東日本大震災からの復興事業として三陸道全線を事業化するにあたってのルート概要の意見募集の際に、当出入口に「唐桑南IC（仮称）」の名称がつけられた。同年11月に当ICの仙台側の接続道路・気仙沼道路が事業化される。
2021年（令和3年）1月29日に、当ICの名称が「唐桑半島IC」に正式決定した。気仙沼港IC - 唐桑半島IC間は同年3月6日に開通した。

## 構造
当ICは地形上、新唐桑トンネルを挟んでオンランプとオフランプが分かれている。
新唐桑トンネル仙台側坑口付近に本線から国道45号宮古方面へ接続するオフランプ出口があり、新唐桑トンネル宮古側坑口付近に国道45号から本線仙台方面へ接続するオンランプが存在する。

## 道路

### 本線
- E45 三陸沿岸道路（28番）

### 接続している道路
- 国道45号

## 隣
E45 三陸沿岸道路
(27) 気仙沼鹿折IC - (28) 唐桑半島IC - (29) 唐桑小原木IC
- 当ICから宮古方面の利用はできない。